# 載茂
载茂（1817年—1858年 ），奉恩辅国公奕礼三子，清朝宗室。
道光二十四年（公元1844年）获封一等奉国将军。咸丰八年（公元1858年）去世。